# Hosur, Koppal
Hosur là một làng thuộc tehsil Koppal, huyện Koppal, bang Karnataka, Ấn Độ.